# Vũ Quỳnh
Vũ Quỳnh (武瓊, 1452-1516) là một vị quan nhà Lê sơ và đồng thời cũng là một trong những người đóng góp xây dựng bộ quốc sử Việt Nam, bộ Đại Việt sử ký toàn thư.

## Tiểu sử
- Ông sinh năm 1452 tại làng Mộ Trạch thuộc huyện Bình Giang, Hải Dương.
- Năm 1478, ông đỗ tiến sĩ dưới triều vua Lê Thánh Tông.
- Trong sự nghiệp làm quan của mình, ông từng giữ các chức vụ Thượng thư các bộ: bộ Công, bộ Binh, bộ Lễ. Và Tư nghiệp Quốc tử giám và Sử quan đô tổng tài
- Ông mất năm 1516 thời Lê Chiêu Tông, thọ 65 tuổi.

## Đóng góp về sử học
Năm 1511, dưới thời vua Lê Tương Dực với cương vị Sử quan đô tổng tài soạn xong bộ Đại Việt thông giám thông khảo thường được gọi tắt là Đại Việt thông giám, chép từ thời Hồng Bàng đến năm đầu Lê Thái Tổ, gồm 26 quyển.
Về nội dung và thời gian thì bộ Đại Việt thông giám của Vũ Quỳnh cũng tương tự bộ Đại Việt sử ký toàn thư do Ngô Sĩ Liên soạn trước đó, tuy nhiên về mặt phân kỳ lịch sử, phân ranh giới giữa Ngoại kỷ và Bản kỷ thì Vũ Quỳnh có quan điểm khác với Ngô Sĩ Liên. Theo ghi chép của Phạm Công Trứ sau này cho biết, bộ sử của Vũ Quỳnh chép từ thời Hồng Bàng đến đến thời 12 sứ quân là ngoại kỷ và từ thời Đinh Tiên Hoàng đến đầu thời Lê Thái Tổ là Bản kỷ và sau này Phạm Công Trứ cũng đã ảnh hưởng quan điểm này của Vũ Quỳnh và chép mở đầu phần Bản kỷ cũng từ triều Đinh
Trên cơ sở của bộ Đại Việt thông giám thông khảo, năm 1514 vua Lê Tương Dực sai Lê Tung soạn bài Đại Việt thông giám tổng luận. Bài tổng luận của Lê Tung được các soạn giả bộ ĐVSKTT đưa toàn bộ vào phần đầu của bộ quốc sử Việt Nam.